# Collar-and-elbow

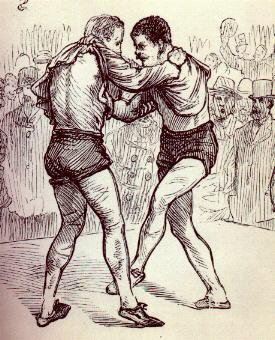
Rappresentazione artistica di due lottatori gaelici

La lotta conosciuta come Collar-and-elbow wrestling è un tipo di lotta tradizionale originaria dell'Irlanda e risalente (secondo lo storico Edward MacLysaght) al XVII secolo ma con radici nei Giochi di Tailtinn praticati fra il 632 a.C. e il 1169 d.C.
Anche se originario dell'isola celtica, lo stile è fiorito in America seguendo gli immigrati irlandesi. Lo stile viene spesso paragonato al Catch wrestling, al Gouren e allo Judo. 
Il Collar-and-elbow include un vasto numero di sgambetti, proiezioni, prese, agganci immobilizzazioni e anche alcune forme di sottomissione e colpi di tibia.